# Plectromerus giesberti
Plectromerus giesberti är en skalbaggsart som beskrevs av Eugenio H.Nearns och Branham 2008. Plectromerus giesberti ingår i släktet Plectromerus och familjen långhorningar.
Artens utbredningsområde är Guatemala. Inga underarter finns listade i Catalogue of Life.